# Dariusz Malejonek
Dariusz Robert „Maleo” Malejonek (ur. 14 maja 1962) – polski kompozytor, wokalista i gitarzysta, członek zespołów: Kultura, Izrael, Moskwa, Armia, Houk, 2Tm2,3 oraz Arka Noego. Założyciel i lider Maleo Reggae Rockers. Członek Akademii Fonograficznej ZPAV.

## Życiorys
Uczył się w XXXIII LO im. M. Kopernika w Warszawie.
Karierę rozpoczynał w 1983 w zespole Kultura, później trafił do zespołu Izrael, z którym nagrał sześć płyt (Duchowa rewolucja 1 i Duchowa Rewolucja 2, Nabij faję, 1991, Życie jak muzyka – Live ’93, dubowe remiksy Roberta Brylewskiego – Izrael in dub) oraz Dża ludzie. Malejonek grał na basie w zespołach Moskwa oraz Armia. Jest także współtwórcą projektu 2Tm2,3. W 2002 ukazała się książka Radykalni, w której znajduje się wywiad z Malejonkiem przeprowadzony przez Marcina Jakimowicza. Publikacja dotyczy nawróceń przedstawicieli sceny undergroundowej na katolicyzm.
Wziął udział w akcji na rzecz ruchu pro-life. Został wolontariuszem Salezjańskiego Wolontariatu Misyjnego „Młodzi Światu”. Od września do października 2014 prowadził audycję talk-show pt. „Ale jazda!” w Telewizji Republika, która jednak została zdjęta z ramówki po 2 odcinkach. Został ambasadorem zorganizowanych w Krakowie Światowych Dni Młodzieży 2016.
W 2016 roku ukazała się książka pt. Urodzony, by się nie bać, poświęcona Dariuszowi Malejonkowi.
Od 2020 prowadzi audycję pt. „Elo tu Maleo” w Radiu dla Ciebie.

## Odznaczenia i wyróżnienia
- Złoty Krzyż Zasługi za zasługi na rzecz rozwoju kultury, za pielęgnowanie pamięci o najnowszej historii Polski (2014)[9].
- Medal Stulecia Odzyskanej Niepodległości (2018)[10]

## Dyskografia
Single
| Tytuł                                               | Rok  | Pozycja na liście | Album        |
| Tytuł                                               | Rok  | UWM               | Album        |
| --------------------------------------------------- | ---- | ----------------- | ------------ |
| Cuba de Zoo – „Historia z ognia” (gościnnie: Maleo) | 2015 | 19                | Ciałokształt |

Albumy
| Album                                      | Rok  | Uwagi                                                                             | Źródło |
| ------------------------------------------ | ---- | --------------------------------------------------------------------------------- | ------ |
| Izrael – Nabij faję (LP)                   | 1986 | członek zespołu; gitara, keyboard, kongi                                          | [ 12 ] |
| Izrael – Duchowa rewolucja I               | 1987 | członek zespołu; gitara i śpiew                                                   | [ 13 ] |
| Moskwa – Moskwa                            | 1989 | członek zespołu; gitara basowa                                                    | [ 14 ] |
| Izrael – Duchowa rewolucja II              | 1991 | członek zespołu; gitara i śpiew                                                   | [ 15 ] |
| Armia – Legenda                            | 1991 | członek zespołu; śpiew i gitara basowa                                            | [ 16 ] |
| Izrael – 1991 (EP)                         | 1991 | członek zespołu; gitara, kongi, śpiew i słowa                                     | [ 17 ] |
| Armia – Exodus                             | 1992 | członek zespołu; gitara basowa                                                    | [ 18 ] |
| Immanuel – 1 dzień                         | 1992 | gościnnie perkusja                                                                | [ 19 ] |
| Izrael – Życie jak muzyka – Live ’93       | 1993 | członek zespołu; gitara i śpiew                                                   | [ 20 ] |
| Armia – Czas i byt                         | 1993 | członek zespołu; śpiew i gitara basowa                                            | [ 21 ] |
| Acid Drinkers – The State of Mind Report   | 1996 | gościnnie śpiew w utworze „Solid Rock Part II”                                    | [ 22 ] |
| Piosenki i muzyka z filmu Spona            | 1998 | śpiew w utworze „Kiedyś będzie 1 x”                                               | [ 23 ] |
| Dzieci z Brodą – Normalnie szok!           | 2002 | gościnnie śpiew i gitara w utworze „Kto pomoże?”                                  | [ 24 ] |
| Duże Pe, IGS, DJ Spox – Sinus              | 2004 | gościnnie śpiew w utworze „Zion”                                                  | [ 25 ] |
| Izrael – Dża ludzie                        | 2008 | członek zespołu; muzyka, słowa, gitara, keyboard i śpiew                          | [ 26 ] |
| Gajcy! (kompilacja)                        | 2009 | wykonanie utworu „Pytanie”; śpiew, gitara, gitara basowa, keyboard, muzyka, słowa | [ 27 ] |
| Morowe panny (kompilacja)                  | 2012 | produkcja muzyczna                                                                | [ 28 ] |
| Panny wyklęte (kompilacja)                 | 2013 | produkcja muzyczna                                                                | [ 29 ] |
| Vienio – Profil pokoleń vol. 1             | 2013 | gościnnie śpiew w utworze „Rodzi się frustracja”                                  | [ 30 ] |
| Panny wyklęte: wygnane vol. 2 (kompilacja) | 2015 | produkcja muzyczna                                                                | [ 31 ] |
| Tau – Restaurator                          | 2015 | gościnnie śpiew w utworze „Jestem”                                                | [ 32 ] |
| Cuba de Zoo – Ciałokształt                 | 2016 | gościnnie śpiew w utworze „Historia z ognia”                                      | [ 33 ] |

## Filmografia
| Tytuł                      | Rok  | Rola        | Uwagi                                                        | Źródło |
| -------------------------- | ---- | ----------- | ------------------------------------------------------------ | ------ |
| „Exodus. Robert Brylewski” | 1997 | jako on sam | film dokumentalny, reżyseria: Paweł Konnak                   | [ 34 ] |
| „Tropem wyklętych”         | 2014 | jako on sam | film dokumentalny, reżyseria: Arkadiusz Gołębiewski          | [ 35 ] |
| „Tacy jak my”              | 2016 | jako on sam | film dokumentalny, reżyseria: Piotr Mularuk, Maria Siniarska | [ 36 ] |
| „Jarocin. Po co wolność”   | 2016 | jako on sam | film dokumentalny, reżyseria: Leszek Gnoiński, Marek Gajczak | [ 37 ] |

## Nagrody i wyróżnienia
| Rok  | Tytułem | Nagroda                        | Nota      | Źródło |
| ---- | --- | ------------------------------ | --------- | ------ |
| 2015 | Dariusz Malejonek (za projekty muzyczne Panny wyklęte, Panny wyklęte: wygnane vol. 1 i Panny wyklęte: wygnane vol. 2) | Strażnik Pamięci               | Laur      | [ 38 ] |
| 2015 | Dariusz Malejonek (za projekt muzyczny Panny wyklęte)                                                                 | Nagroda im. Jacka Maziarskiego | Nominacja | [ 39 ] |
| 2016 | Nagroda za całokształt twórczości                                                                                     | Nagroda Festiwalu Moc dobra    | Laur      | [ 40 ] |